# Utau
UTAU — японский вокальный синтезатор, созданный Ameya/Ayame. Программа похожа на Vocaloid с разницей в том, что использует лицензию shareware.

## Обзор
В марте 2008 года, Ameya / Ayame выпустила UTAU ‒ свободный инструмент с лицензией shareware, который можно бесплатно скачать с официального сайта. UTAU (что означает «петь» на японском языке) имеет своё начало в деятельности «Jinriki Vocaloid» (人力 ボ ー カ ロ イ ド?, Руководство по Vocaloid), где пользователи могут отредактировать уже существующий вокальный трек, извлекая фонемы, регулируя высоту и повторно собирая их, чтобы создать новый голос. UTAU изначально был создан для оказания помощи в этом процессе, используя конкатенативный синтез. UTAU может использовать wave файлы, добавленные пользователем, так, чтобы голос можно было синтезировать путём введения текста песни и мелодии. UTAU идёт с голосовым синтезатором AQUEST «AquesTalk» для создания голосовых образцов по умолчанию. Голоса, сделанные для программы UTAU, официально называют «UTAU», но часто в разговорной речи известны как «Утаулоиды» ‒ отсылка к «Вокалоидам». Большое количество голосовых библиотек были разработаны самими пользователями. Эти библиотеки распространяются непосредственно от их создателей и скачиваются через интернет.
UTAU в основном японская программа, и, таким образом, многие голоса создаются специально для японского языка. Однако поддержка языков была расширена, и есть много двуязычных Утаулоидов, в основном поющих на японском и английском языках, многоязычные голосовые пакеты, использующие три или более языков, также можно найти. Несколько выдающийся авторов также разработали некоторые голосовые библиотеки, которые способны петь на целых 15 языках. Независимо от языка, программные меню остаётся на японском, и компьютер пользователя должен использовать японский язык или AppLocale для того, чтобы запустить программу. Большая часть документации программы на японском языке, но её руководство пользователя было переведено на английский язык. Недавно программа была переведена на английский, но другие переводы пока не вышли. Тем не менее, даже с переводами, программа по-прежнему требует поддержку японского текста.
Файлы UTAU, сохраняются в формате «.ust». Эти файлы могут свободно распространяться.
UTAU имеет другие форматы файлов: «.uar» — Самораспаковывающийся архив UTAU.

## Культурное влияние
Хотя программное обеспечение является очень популярным в Японии, оно обязано популярности Vocaloid. Сама программа впервые стала известна в 2008 году, когда создатель Касанэ Тэто в рамках первоапрельской шутки выпустил якобы нового персонажа Vocaloid. Влияние программного обеспечения Vocaloid также привело к тому, что обе программы стали использоваться вместе. Часто популярные маскоты Utau как Касанэ Тэто, появляются в таких Vocaloid-СМИ, как Maker Hikōshiki Hatsune Mix. Позже, UTAU начал оказывать собственное влияние на Vocaloid. Например, появление утаулоида Гахаты Мэйдзи оказало влияние на появление «Megurine Luka V4x» . Macne Nana от Macne series (Mac 音 シリーズ) позже станет одним из голосов Utau и Vocaloid. Создатели англоязычных вокалоидов Ruby, Misha, ранее сделали утаулоид Makune Hachi (MAKU音ハチ) на японском языке. После выхода VOCALOID3 голоса Tohoku Zunko, две её сестры, Tohoku Itako и Tohoku Kiritan, получили вокал UTAU.
Его главной особенностью является не только свободное распространение в сети Интернет, но и возможность вставить свой собственный голос в базу данных для использования в музыке.
UTAU обязана своей растущей популярностью возможности обеспечить свободный метод создания голоса. С Utau появилась огромная волна продюсеров, работающих с данным программным обеспечением на таких сайтах, как Nico Nico Douga и YouTube. Пользователи также видят его в качестве альтернативы программному обеспечению Vocaloid, которое предлагает более ограниченное количество голосовых пакетов за немалую цену. Тем не менее, несмотря на большое число голосовых библиотек, предоставляемых UTAU, программное обеспечение имеет в общем гораздо меньше продюсеров, работающих с ним, чем Vocaloid.

### Связанное ПО
В отличие Vocaloid, файлы UTAU ничем не ограничены, так как не являются проприетарными. Таким образом, можно использовать продукты на основе UTAU с открытым исходным кодом такие, как Macne series (Mac 音 シリーズ), выпущенная для программ Reason 4 и GarageBand. Эти продукты были проданы Act2 и путём преобразования их формата файлов, смогли также работать с программой UTAU. Позже, голосовые пакеты Macne Whisper☆Angel Sasayaki, Macne Nana 2S и Macne Petit 2S стали также голосовыми пакетами UTAU.
По умолчанию голосовая библиотека «Defoko» (Ута Утанэ) заимствует голос из программного обеспечения AquesTalk, в частности голос «AquesTalk Female-1» производства A-quest. Было предоставлено для её распределения свободного с программным обеспечением. Кое Utane, «сестра» Uta Utane, также заимствует свой голос с программного обеспечения AquesTalk. Наминэ Рицу (波音 リツ), голосовой пакет, изначально созданный для UTAU, также был позже добавлен к другим голосовым синтезаторам под названием «Sinsy» как «Namine RITSU S».
Но проприетарное программное обеспечение, такое, как VOCALOID, не может быть импортировано в программу UTAU.
Пользователями был также разработан ряд плагинов для UTAU, которые добавляют и повышают вокал голосового синтезатора.
Программное обеспечение «Sugarcape» также бесплатное, как и UTAU, уже вошло в стадию бета-тестирования. Существует также официальная версия UTAU для Mac, названная UTAU-Synth. Она имеет примерно те же функции, что и версия для Windows. UTAU-Synth может импортировать как голоса и песни, сделанные в версии для Windows, но файлы Mac-версии не полностью совместимы с версией для Windows.

### Использование в музыке
Лицензированные песни с альбома Graduation от Lie участием утаулоида Тето Касанэ были доступны для скачивания в качестве специального выпуска. Это первое лицензионное издание. Momo Momone известна из-за песни «Nyanyanyanyanyanyanya!», которая была загружена пользователем daniwellP на японский видео-сайт Nico Nico Douga 25 июля 2010 года, но по словам телеканала МУЗ-ТВ и группы «Ранетки», песню исполнял вокалоид Hatsune Miku. Эта песня стала популярной благодаря видео «Nyan Cat».